# Peter Bardens

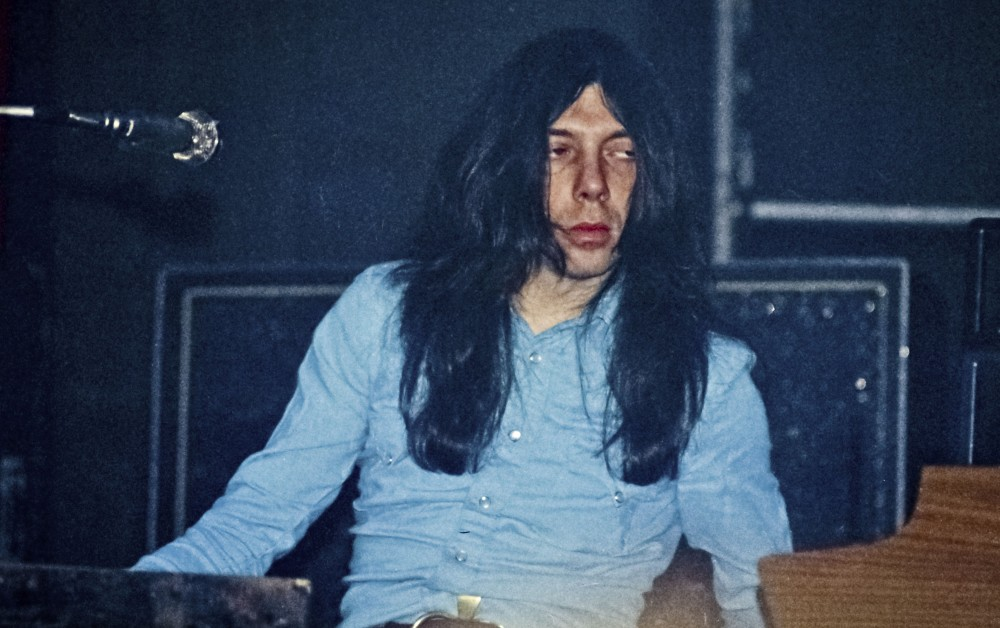
Peter Bardens in 1975

Peter Bardens (Londen, 19 juni 1945 - Malibu, Californië, 22 januari 2002) was een Brits toetsenist die vooral bekend werd door zijn werk met de progressieve rockband Camel.
Hij begon zijn muzikale carrière als oprichter van de band Cheynes en speelde hierna korte tijd in Them. In 1966 vormde hij samen met gitarist Peter Green en drummer Mick Fleetwood de band Peter B's Looners. Verder speelde hij in 1967 voor een korte tijd toetsen in de groep The Love Affair en vormde daarna met Bruce Thomas (bass) and Bill Porter (drums) de groep Village. Deze groep bracht in 1969 twee singles uit, Man In The Moon en Long Time Coming. Met begeleiding van deze groep nam hij in 1969 het solo-album The Answer op. In 1971 trad hij met Andrew Latimer toe tot de groep The Brew, die daarop hun naam wijzigde in Camel. In 1978 verliet hij deze band. Hierna maakte hij enkele soloplaten en deed hij sessiewerk en vormde hij in 1984 korte tijd, samen met Colin Blunstone en leden van The Alan Parsons Project, de groep Keats. In 1995 sloot hij zich aan bij de band Mirage, waarvan ook ex-Camel drummer Andy Ward en enkele oud-leden van Caravan deel uitmaakten. 
Peter Bardens overleed op ruim 56-jarige leeftijd aan longkanker.

## Albums
- 1970 - The Answer
- 1971 - Write My Name In The Dust
- 1976 - Vintage 69
- 1979 - Heart To Heart
- 1987 - Seen One Earth
- 1988 - Speed Of Light
- 1989 - Peter Bardens
- 1991 - Water Colors
- 1993 - Further Than You Know
- 1995 - Big Sky
- 2000 - Speed Of Light: Live
- 2002 - Art Of Levitation
- 2002 - Live: Germany 1996
- 2005 - Write My Name In The Dust: Anthology

- Bibsys: 9001629
- Bibliothèque nationale de France: cb13891152k (data)
- Gemeinsame Normdatei: 134321243
- International Standard Name Identifier: 0000 0000 5514 538X
- Library of Congress Control Number: n92009283
- MusicBrainz: 9acc6f40-2e31-412c-b1ca-a09a10d5047a
- Nederlandse Thesaurus van Auteursnamen: 074881817
- Système universitaire de documentation: 086928333
- Virtual International Authority File: 54331685
- WorldCat: E39PBJd3HwyCc33R847J6f6dwC